# Ounans
Ounans és un municipi francès situat al departament del Jura i a la regió de Borgonya - Franc Comtat. L'any 2007 tenia 334 habitants.

## Demografia

### Població
El 2007 la població de fet d'Ounans era de 334 persones. Hi havia 135 famílies de les quals 37 eren unipersonals (25 homes vivint sols i 12 dones vivint soles), 45 parelles sense fills, 49 parelles amb fills i 4 famílies monoparentals amb fills.
La població ha evolucionat segons el següent gràfic:
Habitants censats

### Habitatges
El 2007 hi havia 179 habitatges, 137 eren l'habitatge principal de la família, 26 eren segones residències i 15 estaven desocupats. 153 eren cases i 23 eren apartaments. Dels 137 habitatges principals, 103 estaven ocupats pels seus propietaris, 32 estaven llogats i ocupats pels llogaters i 3 estaven cedits a títol gratuït; 3 tenien una cambra, 9 en tenien dues, 14 en tenien tres, 38 en tenien quatre i 73 en tenien cinc o més. 114 habitatges disposaven pel capbaix d'una plaça de pàrquing. A 69 habitatges hi havia un automòbil i a 50 n'hi havia dos o més.

### Piràmide de població
La piràmide de població per edats i sexe el 2009 era:
| Homes | Edats   | Dones |
| ----- | ------- | ----- |
| 4     | 95 o +  | 0     |
| 0     | 90 a 94 | 0     |
| 0     | 85 a 89 | 0     |
| 0     | 80 a 84 | 8     |
| 8     | 75 a 79 | 12    |
| 4     | 70 a 74 | 0     |
| 0     | 65 a 69 | 8     |
| 12    | 60 a 64 | 4     |
| 4     | 55 a 59 | 12    |
| 12    | 50 a 54 | 12    |
| 20    | 45 a 49 | 12    |
| 20    | 40 a 44 | 8     |
| 4     | 35 a 39 | 28    |
| 4     | 30 a 34 | 0     |
| 4     | 25 a 29 | 4     |
| 12    | 20 a 24 | 0     |
| 20    | 15 a 19 | 8     |
| 16    | 10 a 14 | 8     |
| 0     | 5 a 9   | 0     |
| 4     | 0 a 4   | 4     |

## Economia
El 2007 la població en edat de treballar era de 215 persones, 152 eren actives i 63 eren inactives. De les 152 persones actives 130 estaven ocupades (78 homes i 52 dones) i 21 estaven aturades (11 homes i 10 dones). De les 63 persones inactives 15 estaven jubilades, 12 estaven estudiant i 36 estaven classificades com a «altres inactius».

### Ingressos
El 2009 a Ounans hi havia 141 unitats fiscals que integraven 356,5 persones, la mediana anual d'ingressos fiscals per persona era de 14.532 €.

### Activitats econòmiques
Dels 26 establiments que hi havia el 2007, 1 era d'una empresa extractiva, 1 d'una empresa alimentària, 1 d'una empresa de fabricació d'altres productes industrials, 6 d'empreses de construcció, 2 d'empreses de comerç i reparació d'automòbils, 7 d'empreses d'hostatgeria i restauració, 1 d'una empresa immobiliària, 3 d'empreses de serveis, 2 d'entitats de l'administració pública i 2 d'empreses classificades com a «altres activitats de serveis».
Dels 11 establiments de servei als particulars que hi havia el 2009, 2 eren paletes, 2 fusteries, 1 electricista, 1 agència de treball temporal i 5 restaurants.
L'únic establiment comercial que hi havia el 2009 era una botiga de menys de 120 m².
L'any 2000 a Ounans hi havia 19 explotacions agrícoles que ocupaven un total de 864 hectàrees.

## Equipaments sanitaris i escolars
El 2009 hi havia una escola elemental integrada dins d'un grup escolar amb les comunes properes formant una escola dispersa.

## Poblacions properes
El següent diagrama mostra les poblacions més properes.